# Benedikt Mišolić
Benedikt Mišolić (Pag, sredinom 15. st./1449. Rim, 1. listopada 1509.), astrolog, astronom i pravnik.

## Životopis
Benedikt Mišolić ili "Benedetto Missoli" rođen je u uglednoj paškoj plemićkoj obitelji koja je stalno bila prisutna u životu grada Paga. Točni podaci o njegovom školovanju nisu poznati, no zna se da je stekao doktorat kanonskog i građanskog prava u Padovi. Veći dio svećeničke službe proveo je kao kanonik u Rimu. Godine 1483. bio je u prilici postati prvim paškim biskupom, no nije uspio. Soprakonit (zapovjednik) paške galije postaje 1485. te se kao takav istaknuo u pomorskim bitkama protiv Turaka, za što mu je dodijeljen naslov viteza Svetog Marka. Međutim slavu je stekao kao astrolog i astronom te ga njegovi suvremenici na tim poljima smatraju kao izvrsnog. Umro je u Rimu 1509. godine.

## Vanjske poveznice
- Mišolić Hrvatska enciklopedija. LZMK